# Dog with a Blog
Dog with a Blog (en Hispanoamérica Stan, el perro bloguero y en España Mi perro tiene un blog) es una serie de televisión estadounidense que se emitió en Disney Channel desde el 12 de octubre de 2012 hasta el 25 de septiembre de 2015. Fue protagonizada por Genevieve Hannelius, Blake Michael y Francesca Capaldi.

## Sinopsis
Avery Jennings, Tyler y Chloe James son hermanastros que se odian pero se dan cita en el episodio piloto. Los chicos se enfrentan a un gran problema cuando descubren que su nuevo perro, Stan, puede hablar. 
Sin el conocimiento de la familia, Stan utiliza su blog para hablar de lo que sucede en el hogar Jennings-James. Avery y Tyler después de conocer sobre la habilidad de hablar de Stan se comprometen a ocultar el secreto a sus padres.
Si la familia se entera de que Stan puede hablar, lo llevarán de vuelta al refugio de animales e incluso podrían hacer experimentos con él con el objetivo de saber qué es lo que le permite hablar.

## Producción
La serie fue cocreada por Michael B. Kaplan, quien previamente cocreó la serie de Disney XD I'm in the Band. Stephen Full anteriormente fue miembro del elenco de esa serie junto con Beth Littlefordwas que tuvo un papel recurrente. G. Hannelius y Regan Burns también anteriormente fueron estrellas invitadas en I'm in the Band, durante las dos temporadas de la serie.
El episodio piloto fue dirigido por Neal Israel (Even Stevens) y producido por Leo Clarke (Par de Reyes).

## Personajes

### Principales
- Kuma, Mike y Stephen Full (voz) como Stan [1][3] – Stan es el nuevo perro de la familia, que bloguea y habla. Las únicas personas que saben que Stan puede hablar son Avery, Tyler, Chloe y la abuela James. Según su árbol genealógico, es parte gato. Stan odia a los ruidosos Pomeranians y tiene un profundo amor por los poodles. Se muestra que Avery es su favorita. Como se muestra en World of Woofcraft, le gusta el juego "Reino de la Torre". Sus frases son " Aquí hay algo para masticar" y "Ahí está el azúcar!". Aunque a veces parece casi humano, todavía es un perro y tiene muchas cualidades perrunas ( se demuestra por su amor por la mantequilla de maní, masticar los juguetes y su odio a los gatos). Él culpa al hecho de que su antepasado del perro " se casó con " su antepasado un gato porque era la década de 1970 . Stan tiene un mono de juguete amado llamado Robert que es su compañero; Robert se perdió por un tiempo hasta que la abuela James lo encontró en el cojín del sofá mientras limpiaba y declaró que estaba tan sucio que lo iba a tener que tirar. En pánico, Stan gritó el nombre de Robert frente a ella, exponiendo su secreto y haciendo que la abuela se desmaye. Stan es muy sensible en cuanto a lo llamen "sólo un perro", cosa que Avery lo llamó en Stan Runs Away.Actualmente está casado con princesa la perra de la vecina y tienen dos hijos Freddy y Gracie que también hablan.

- Genevieve Hannelius como Avery Jennings – Avery es inteligente y trabajadora. Es la hermanastra de Tyler y Chloe. Ella odia el hecho de que Tyler siente que puede obtenerlo todo y que las cosas buenas siempre parecen sucederle a él , como en el piloto cuando Tyler quiere tener la sala para que el equipo de porristas de la escuela se reúna. Avery ama seguir las reglas y de mala gana acepta lo que hace Tyler. Ella es muy inteligente, una excelente estudiante y sabe lo que quiere, que es entrar a la facultad de derecho (su meta en la vida es a menudo señalada - ser elegida Presidente de los Estados Unidos en el 2040 ). Ella quiere que todo sea manejado de forma ordenada. Avery es socialmente responsable y desprecia a los chicos como Tyler, aunque los dos tienen conversaciones de hermanos que muestran que, al final del día, no importa lo mucho que Tyler le molesta, ellos se aman. A ella no siempre les gusta tomar riesgos, pero sin embargo esto cambia cuando se roba un cerdo en un episodio. Avery es un muy buena solucionando problemas y, además, es la presidenta de la escuela, camina en zancos, es contorsionista, y una malabarista increíble. Avery ha tenido 3 amores: Kevin, Dustin y Wes. Sus mejores amigos son Lindsay, Max, Nikki y su perro que habla, Stan. Avery dice que es una "estudiante perfecta" pero ella tiene problemas con las matemáticas y no sabe inglés. Ella y Karl Fink, su némesis, son los dos chicos más inteligentes en su escuela. En la parte superior de todas las aficiones de Avery, le encanta el arte.

- Blake Michael como Tyler James – Es el hermano popular de Chloe y el hermanastro de Avery. Él parece arreglárselas con su buena apariencia , para gran consternación de Avery, causando que a menudo discutan. Manipulador y ocasionalmente un poco vanidoso, las cosas buenas siempre parecen sucederle a él; él puede conseguir a cualquier chica bonita y es muy carismático. Aunque no es muy inteligente, es un genio en las matemáticas, como nos enteramos en la temporada 1. Tyler está aflojando el ritmo en la escuela debido a la pereza, pero en el piloto aprende que tiene que actuar más como un hermano hacia Avery y, en algunas ocasiones, mostrar su lado suave, serio y maduro. A pesar de que a veces puede mostrarse como libre de preocupaciones y demasiado relajado, Tyler se apresurará a ayudar a una persona si se lo necesitan, lo que demuestra que se preocupa por la gente y no es para nada crítico o una mala persona, como se ve en piloto cuando consuela Avery después de que ella rompe en llanto por la pérdida de Stan. También puede demostrarse que es un poco cabeza hueca, pero tiene un ingenio rápido y, como Avery, sabe lo que quiere y que no se detendrá ante nada para conseguirlo. A pesar de que es muy manipulador, irónicamente, Tyler es totalmente inconsciente cuando la gente lo están manipulando, como cuando Chloe le convence para que la lleve a conseguir sus oídos perforados cuando Ellen y Bennett se niegan. En el episodio " Freaky Fido ", se revela que Tyler no es un muy buen actor.

- Francesca Capaldi como Chloe James[1] – Es la hermana de Tyler y hermanastra de Avery. Chloe es ingenua, dulce, burbujeante, y a veces molesta. A menudo hace cosas locas. Avery señala en el piloto que cuando Tyler intenta que Stan le traiga una pelota y Chloe va a buscarla, es " linda hasta que persigue a un auto". Un gag recurrente es que la familia va a un lugar, se olvida de traer a Chloe a casa, y cuando se dan cuenta de su error, gritan al mismo tiempo, "Chloe". Para compensarla, la suelen comprar una muñeca nueva. Chloe también es conocida por su amor al caramelo, aunque sus padres no le permiten comer demasiado. En secreto se esconde dulces alrededor de la casa, en lugares como fundas de almohada y compartimientos de pilas del control remoto del televisor. Tiene una imaginación muy activa, creando nuevos nombres para diferentes partes del cuerpo (como llamar a su estómago su " caja de alimentos " y sus pies " las manos de abajo" y a sus ojos "las bolas de mirar"). Le gusta mirar a Tyler mientras duerme. Es muy talentosa para armar fuertes de almohadas.

- Regan Burns como Bennett James – Bennett es el padre de Tyler y Chloe y el padrastro de Avery. Es un psicólogo infantil que actúa a menudo de forma inmadura y pueril a sí mismo, y es el autor de varios libros en los que utiliza a su familia como ejemplos, cambiando sólo los nombres. Siempre trata de pensar en maneras de conseguir que sus hijos se reúnan. También se destaca por ser muy vanidoso. A veces, su esposa piensa que él obtuvo su grado de psicología en línea, ya que sus intentos de practicar la psicología no parecen ir bien. En el piloto, introduce a Stan a la familia mezclada con la esperanza de que el perro va a ayudar a los niños a su bien.

- Beth Littleford como Ellen Jennings[1] – Ellen es la madre de Avery y madrastra de Chloe y Tyler. No le gustan los perros, a veces no le gustan los gatos, y hace saber que a ella no le gusta Stan. Sin embargo, para el final del episodio "Howloween", ella y Stan se llevan bien. Más tarde se reveló que no le gustaba Stan debido a un incidente con un perro que había adorado, que de repente la había dejado. Debido a esto, ella se resiste a unirse con Stan. Al igual que muchas madres comedia de Disney Channel, a menudo muestra una codicia insaciable de poder y atención. Ella también es conocida por ser una mala cocinera. Su apodo es "Smellen" debido a la mezcla de olores horribles en su coche. A ella le encanta hacer bromas, a menudo seguidos por su eslogan "Muy bueno, Ellen". Ella ha estado casada con Bennett tiempo suficiente para absorber algunos de sus hábitos, incluyendo el ser despistada. Esto bien podría ser causa de su olvido constante sobre Chloe. Durante la semana "What The What", en el episodio "¿Quién entrena a quién?" Ellen contrata a una entrenadora de perros, interpretada por Leigh-Allyn Baker, de Buena suerte charlie para mantener a Stan fuera del sofá.

### Secundarios
- Kayla Maisonet como Lindsay

Es la mejor amiga de Avery. Lindsay siempre lleva un sombrero, incluso cuando no es apropiado, como cuando ella era Susan B. Anthony para un proyecto escolar. Ella y Avery tratan de hacer equipo de porristas de su escuela. Lindsay menudo habla rápido cuando ella entra en pánico, a menudo llevando a Avery también hablar rápido. Excepto por su falta de inteligencia, tiene mucho en común con Avery. Aman los mismos libros y películas y, a menudo dicen las mismas cosas al mismo tiempo su voluntad , y también disgustos Karl como Avery , sin embargo , Avery no le gusta Karl más de ella. En la temporada 2 que también es amiga de Max . En " Avery B Jealous " , Wes , el enamoramiento de Avery, pide a Lindsay salir en una cita . Lindsay promete Avery que va a suspender la fecha, pero cuando llegaron en una pelea , ella decidió salir con Wes . Lindsay admite que ella siempre ha tenido un flechazo con Wes . En "Avery Body Dance Now " , ella y Max enfrentan Wes cuando cumpla Avery hasta el baile de la escuela después de Karl dice Wes ve con Avery.
- Denyse Tontz como Nikki Ortiz

Es amiga de Avery, y la actual novia de Tyler. Ella tiene un perro llamado Evita, que Stan desprecia, porque ella ladra demasiado. Nikki se trasladó de El Salvador y es dulce y talentosa. En "Wingstan", que ha demostrado ser muy buena para el silbido y el arte. Su cosa favorita que no sea decir la verdad es engañoso, ya que ella utiliza en Bennett. En "Freaky Fido," se demuestra que ella también es una actriz muy talentosa. En "Avery First Crush" Nikki accidentalmente revela su secreto confuso y misterioso: "Mi hermano no cayó Fue empujado.". En "Lost in Stanslation" ella se pone celosa de la novia de Tyler y está confundido acerca de ella.
- L.J. Benet como Karl Fink

Es el enemigo de Avery. Él y Avery son los chicos más inteligentes en la escuela. Karl es un tonto y es muy curioso. También trató de averiguar el secreto de Stan en "The Bone Identity". Desprecia Avery porque cuando eran mucho más jóvenes, que robó sus galletas graham. A menudo tiene té y aperitivos con Ellen, para gran molestia de los demás, a pesar de que ambos reclaman "No es extraño." En una ocasión confesó que le gusta enviar flores Ellen bajo el alias de Walter Perkins. Karl ha mencionado varias veces que su padre está en la estación espacial internacional y habla a menudo acerca de su madre musculación obsesivo, que él dice es la "mujer más fuerte del mundo", aunque nunca se ha visto en el show. En "Avery Body Dance Now", enseña Avery cómo bailar para el baile de la escuela con Wes, sin embargo, le dice a Wes que va al baile de la escuela con Avery. Confundido y abatido, Wes decide ir al baile solo, pero Lindsay & Max enfrentan Wes desde que tuvo duras palabras para Avery. Actualmente es novio de Max y conoce y también es amigo de Stan hasta el punto de ayudarlo a ver el nacimiento de sus hijos.
- Danielle Soibelman como Max

Es una de las mejores amigas de Lindsay y Avery como se muestra en la temporada 2. Ella se muestra como una persona muy negativa, pero en general agradable a pesar luciendo ropa oscura. A ella le gusta hacerse la dura y dice que odia todo, pero ella también bailó con Karl en el baile de la escuela y actualmente es novia de este.
- Peyton Meyer como Wes

Es el enamoramiento de Avery en la temporada 2. En "Lost in Stanslation", Avery actúa como su tutor de portugués(LA)/ italiano(ES), y al final, él le pregunta si no sería apropiado pedir a su tutor (Avery) en una cita en portugués, pero como Avery en realidad no conoce el idioma, ella responde con "Sí, mucho" en portugués/italiano. Estaba muy molesto, como él había dicho que quería pedirle que, incluso antes de que ella era su tutor. En "Avery B Jealou", Wes pide Lindsay después de ser rechazado por Avery, pero al final dijo que se alegraba de que él no iba con Lindsay. Wes quería ir con Avery todo el tiempo. En "Avery-body Dance Now", le pide a Avery ir al baile de la escuela con él. Sin embargo, cuando Avery busca clases de baile de Karl, se pone celoso de Karl, y cuando Karl dice Wes ve con Avery, Wes va por sí mismo. Después de Lindsay y Max son testigos Wes de estar molestas con Avery, y Avery corriendo del baile en las lágrimas, aprenden del engaño de Karl y Wes van a la casa de Avery, donde él le dice que le gusta, y vuelven al baile juntos. En "The Green Eyed Monster", Stan captura accidentalmente una foto de Wes con otra chica en el parque, y Avery se enfrenta a él, lo que provoca un problema temporal entre Wes y Avery como él le dice que no puede salir con una chica que no confío en él, pero Stan y Tyler se reúnen para convencer a Wes que no era culpa de Avery, ella sólo tiene parientes extraños.
- Princesa

Interés amoroso de Stan desde el primer momento que la vio y el sentimiento fue correspondido actual mente se casó con Stan y tienen dos hijo Freddy y Gracie
- Freddy

Hijo de Stan y Princesa se parece a su padre y también puede hablar. Fue el segundo en hablar
- Gracie

Hija de Stan y Princesa se parece a su madre y también habla. Fue la primera en hablar

## Doblaje al español
| Personaje                                                                   | Actor Original      | Actor de doblaje (Latinoamérica)     | Actor de doblaje (España)            | Temporada |
| --------------------------------------------------------------------------- | ------------------- | ------------------------------------ | ------------------------------------ | --------- |
| Stan                                                                        | Stephen Full        | Moisés Palacios                      | Eduardo Bosch                        | 1.ª-3.ª   |
| Avery Jennings                                                              | G. Hannelius        | Sara Gómez                           | Blanca Hualde                        | 1.ª-3.ª   |
| Tyler James                                                                 | Blake Michael       | Alex Orozco                          | Nacho Aldeguer                       | 1.ª-3.ª   |
| Chloe James                                                                 | Francesca Capaldi   | Andrea Gómez                         | Chelo Molina                         | 1.ª-3.ª   |
| Bennett James                                                               | Regan Burns         | Héctor Alcaraz                       | Eduardo Del Hoyo                     | 1.ª-3.ª   |
| Ellen Jennings                                                              | Beth Littleford     | Paula Arias Esquivel                 | María Antonia Rodríguez              | 1.ª-3.ª   |
| Créditos técnicos                                                           |                     |                                      |                                      |           |
| Estudio de doblaje                                                          | Estudio de doblaje  | Diseño en Audio, México D.F., México | SOUNDUB, Madrid, Barcelona, Santiago |           |
| Director de doblaje                                                         | Director de doblaje | Raúl Aldana                          | Ana Isabel Hernando                  |           |
| Traductor                                                                   | Traductor           | Nora Gutiérrez                       | Carolina Sastre                      |           |
| Adaptador                                                                   | Adaptador           | Nora Gutiérrez                       | ¿?                                   |           |
| Doblaje al español producido por Disney Character Voices International Inc. |                     |                                      |                                      |           |

## Episodios
| Temporada | Temporada | Episodios | Estados Unidos           | Estados Unidos           | Latinoamérica        | Latinoamérica           | España              | España                |
| Temporada | Temporada | Episodios | Comienzo                 | Final                    | Comienzo             | Final                   | Comienzo            | Final                 |
| --------- | --------- | --------- | ------------------------ | ------------------------ | -------------------- | ----------------------- | ------------------- | --------------------- |
|           | 1         | 22        | 12 de octubre de 2012    | 25 de agosto de 2013     | 23 de marzo de 2013  | 22 de diciembre de 2013 | 22 de marzo de 2013 | 28 de marzo de 2014   |
|           | 2         | 24        | 20 de septiembre de 2013 | 12 de septiembre de 2014 | 8 de febrero de 2014 | 29 de marzo de 2015     | 28 de marzo de 2014 | 27 de febrero de 2015 |
|           | 3         | 23        | 26 de septiembre de 2014 | 25 de septiembre de 2015 | 3 de mayo de 2015    | 29 de abril de 2016     | 13 de marzo de 2015 | 25 de marzo de 2016   |

## Recepción
El estreno de la serie fue vista por 4,5 millones de espectadores, después del estreno de la película original de Disney Channel Girls vs. Monsters con un total de 4,9 millones de espectadores.
Dog with a Blog ha recibido críticas generalmente mixtas de los críticos. El crítico Brian Lowry para Variety le dio al programa una crítica mixta, diciendo que "los niños pequeños deberían disfrutar escuchando a Stan expresar pensamientos parecidos a los de un perro", pero concluyó que "Dog with a Blog es estrictamente barato".Common Sense Media le dio al programa dos estrellas de cada cinco, llamándolo una "comedia regular" con "humor deslucido de escritura y cliché", mientras que elogiaba por tener "algunos mensajes conmovedores sobre las familias". 
En una reseña de Gawker titulada "Hay un programa televisivo llamado perro con un blog y se trata de un perro que bloguea", Adrian Chen le dio a Dog With A Blog una crítica mixta, y comentó: "Desafortunadamente, solo hay dos escenas cortas donde vemos el blog de Stan en el piloto ". 

## Premios y Nominados
| Año  | Premio             | Categoría                                                 | Recibidor      | Resultado | Ref.  |
| ---- | ------------------ | --------------------------------------------------------- | -------------- | --------- | ----- |
| 2013 | Young Artist Award | Best Performance in a TV Series - Leading Young Actor     | Blake Michael  | ganador   | [ 9 ] |
| 2013 | Young Artist Award | Best Performance in a TV Series - Recurring Young Actress | Kayla Maisonet | nominado  | [ 9 ] |